# MTV Europe Music Award al miglior artista dal vivo
L'MTV Europe Music Award al miglior artista dal vivo (MTV Europe Music Award for Best Live Act) è uno dei premi degli MTV Europe Music Awards, che viene assegnato dal 1998.
Nelle varie edizioni dei premi, la categoria è stata discontinua negli anni: non è stata presente nel 1996, dal 1998 al 2001, e ancora dal 2003 al 2006.

## Albo d'oro

### Anni 1990
| Anno | Vincitore                  | Nominati |
| ---- | -------------------------- | --- |
| 1995 | Take That Nobody Else Tour | - Bon Jovi These Days Tour - The Prodigy Music for the Jilted Generation Tour - R.E.M. Parallel Tour - The Rolling Stones Voodoo Lounge Tour     |
| 1997 | U2 PopMart Tour            | - Aerosmith Nine Lives Tour - Michael Jackson HIStory World Tour - Radiohead OK Computer era and Against Demons Tour - Skunk Anansie Stoosh Tour |

### Anni 2000
| Anno | Vincitore                                   | Nominati |
| ---- | ------------------------------------------- | --- |
| 2002 | Red Hot Chili Peppers By the Way World Tour | - Depeche Mode Exciter Tour - Korn Untouchables Tour - Lenny Kravitz Lenny Tour - U2 Elevation Tour                                                                          |
| 2007 | Muse Black Holes and Revelations Tour       | - Arctic Monkeys Favourite Worst Nightmare Tour - Beyoncé Songs in A Minor Tour - Foo Fighters Echoes, Silence, Patience & Grace Tour - Justin Timberlake FutureSex/LoveShow |
| 2008 | Tokio Hotel 1000 Hotels Tour                | - The Cure 4 Play Tour - Foo Fighters Echoes, Silence, Patience & Grace Tour - Linkin Park Projekt Revolution - Metallica 2008 European Vacation Tour/World Magnetic Tour    |
| 2009 | U2 U2 360º Tour                             | - Beyoncé I Am... World Tour - Green Day 21st Century Breakdown World Tour - Kings of Leon Only by the Night World Tour - Lady Gaga The Fame Ball Tour                       |

### Anni 2010
| Anno | Vincitore                                       | Nominati |
| ---- | ----------------------------------------------- | --- |
| 2010 | Linkin Park A Thousand Suns World Tour          | - Bon Jovi The Circle Tour - Kings of Leon Come Around Sundown World Tour - Lady Gaga The Monster Ball Tour - Muse The Resistance Tour                              |
| 2011 | Katy Perry California Dreams Tour               | - Coldplay Mylo Xyloto Tour - Foo Fighters Echoes, Silence, Patience & Grace Tour - Lady Gaga The Monster Ball Tour - Red Hot Chili Peppers I'm with You World Tour |
| 2012 | Taylor Swift Speak Now World Tour               | - Green Day 21st Century Breakdown World Tour - Jay-Z & Kanye West Watch the Throne Tour - Lady Gaga The Born This Way Ball - Muse The Resistance Tour              |
| 2013 | Beyoncé The Mrs. Carter Show World Tour         | - Green Day 99 Revolutions Tour - Justin Timberlake Legends of the Summer Stadium Tour - Pink The Truth About Love Tour - Taylor Swift Red Tour                     |
| 2014 | One Direction Where We Are Tour                 | - Beyoncé On the Run Tour - Bruno Mars The Moonshine Jungle Tour - Justin Timberlake The 20/20 Experience World Tour - Katy Perry Prismatic World Tour              |
| 2015 | Ed Sheeran x Tour                               | - Foo Fighters Sonic Highways World Tour - Katy Perry Prismatic World Tour - Lady Gaga & Tony Bennett Cheek to Cheek Tour - Taylor Swift The 1989 World Tour        |
| 2016 | Twenty One Pilots Emotional Roadshow World Tour | - Adele Adele Live 2016 - Beyoncé The Formation World Tour - Coldplay A Head Full of Dreams Tour - Green Day Revolution Radio Tour                                  |
| 2017 | Ed Sheeran ÷ Tour                               | - Bruno Mars 24K Magic World Tour - Eminem Revival Tour - Coldplay A Head Full of Dreams Tour - U2 The Joshua Tree Tour 2017                                        |
| 2018 | Shawn Mendes Illuminate World Tour              | - Ed Sheeran ÷ Tour - Muse North American Summer Amphitheatre Tour - Pink Beautiful Trauma World Tour - The Carters On the Run II Tour                              |
| 2019 | BTS Love Yourself World Tour                    | - Ariana Grande Sweetener World Tour - Ed Sheeran ÷ Tour - Pink Beautiful Trauma World Tour - Travis Scott Astroworld - Wish You Were Here Tour                     |

### Anni 2020
| Anno | Vincitore                            | Nominati |
| ---- | ------------------------------------ | --- |
| 2020 | BTS Map of the Soul Tour Live Stream | - J Balvin Beyond the Colores Live Experience - Katy Perry Tomorrowland: Around the World - Little Mix UNCancelled - Maluma Papi Juancho Live - Post Malone Nirvana Tribute      |
| 2020 | BTS Map of the Soul Tour Live Stream | - J Balvin Beyond the Colores Live Experience - Katy Perry Tomorrowland: Around the World - Little Mix UNCancelled - Maluma Papi Juancho Live - Post Malone Nirvana Tribute      |
| 2022 | Harry Styles Love On Tour            | - Coldplay Music of the Spheres World Tour - Ed Sheeran +-=÷x Tour - Kendrick Lamar The Big Steppers Tour - Lady Gaga The Chromatica Ball - The Weeknd After Hours til Dawn Tour |
| 2023 | Taylor Swift The Eras Tour           | - Beyoncè Renaissance World Tour - Burna Boy I Told Them... Tour - Ed Sheeran - Tour - Måneskin Rush! World Tour - SZA SOS Tour - The Weeknd After Hours til Dawn Tour           |
| 2024 | Taylor Swift The Eras Tour           | - Adele - Coldplay - Doja Cat - Raye - Travis Scott |